# Stuart Allen Roosa
Stuart Allen Roosa (Durango, Colorado, 1933. augusztus 16. – Falls Church, Virginia, 1994. december 12.) amerikai űrhajós.

## Életpályája
Az Arizonai Egyetemen szerzett repülőmérnöki oklevelet. 1950-től az amerikai légierőnél tanulta a repülést. 1953-tól a légierőnél pilótatiszt. 1962 júliusától 1964 augusztusáig F–101 berepülőpilóta. A Langley repülőbázison F–84 FET és F–100-as repülőgépeket irányított. 1966-tól újra berepülőpilóta. 5500 órát töltött a levegőben pilótaként, ebből 5000 órát sugárhajtású gép irányításával. 1966. április 4-től 19 társával együtt a NASA kötelékében részesült űrhajóskiképzésben. Összesen 9 napot és 1 percet töltött a világűrben. A 24 űrhajós közül az egyik, aki a Holdhoz utazott. 1976. február 1-jén ezredesként köszönt el a légierőtől és a NASA űrhajósaitól. A polgári életben vállalati tanácsos volt.

## Űrrepülései

### Apollo–14
1971. január 31-től – 1971. február 9-ig tartó küldetésének, a  harmadik holdraszálló legénysége Alan Shepard parancsnok, Edgar Mitchell holdkomppilóta és Stuart Roosa parancsnokimodul-pilóta volt. 33 órát keringett a Hold körül, közben a meghatározott kísérleti munkákat végezte. Szakmai felkészültségének volt köszönhető, hogy a holdkomp sikeresen csatlakozott a parancsnoki modulhoz.
Bélyegen is megörökítették az űrrepülését.

### Apollo–16
Az Apollo-program tizedik embert szállító missziója, az ötödik küldetés, amely landolt a Holdon. Biztonsági mentésparancs-modul-pilóta.

### Apollo–17
Az Apollo-program tizenegyedik emberes küldetése és a hatodik misszió, amely landol a Holdon. Az első éjszakai start és az Apollo-program utolsó missziója. Biztonsági mentésparancs-modul-pilóta.